# آجی آلس
آجی آلس (انگلیسی: Aji Alese؛ زادهٔ ۱۷ ژانویهٔ ۲۰۰۱) بازیکن فوتبال اهل بریتانیا است.
از باشگاه‌هایی که در آن بازی کرده‌است می‌توان به باشگاه فوتبال آکرینگتون استنلی اشاره کرد.
وی همچنین در تیم‌های ملی فوتبال England national under-16 football team، زیر ۱۷ سال انگلستان، زیر ۱۸ سال انگلستان، زیر ۱۹ سال انگلستان، و زیر ۲۰ سال انگلستان بازی کرده‌است.